# 1065 в Україні
1065 в Україні — це перелік головних подій, що відбулись у 1065 році на території сучасних українських земель.

## Події
- Чернігівський князь Святослав Ярославич прогнав Ростислава Володимировича з Тмутаракані, яку той захопив силою. Однак, після відходу Святослава, Ростислав повернувся.

## Особи

### Померли
- Варлаам Печерський — києво-печерський святий, перший ігумен Києво-Печерського монастиря, подвизався в Києві разом з Антонієм Печерським.